# Liên minh Kimek–Kipchak
Liên minh Kimek là một bộ lạc dân tộc Turk từ thời trung cổ nhà nước được hình thành bởi Kimek và Kipchak người dân ở khu vực giữa Ob và Irtysh sông. Từ cuối thế kỷ thứ 9 đến năm 1050, nó tồn tại như một Khả hãn quốc, và như một khả hãn quốc cho đến khi chinh phục Mông Cổ vào đầu thế kỷ 13.

## Lịch sử ban đầu
Người Kimak sống ở Talbahha trong những ngày đầu và được liên kết với Yue. Họ định cư ở sông Irtysh sau sự sụp đổ của West Turke và sau đó thành lập đất nước ở phía bắc của Kazakhstan. khả hãn quốc của họ kiểm soát Con đường tơ lụa trên đồng cỏ và bán chồn cho các thương nhân trên sông, rất thịnh vượng.

## Nội vụ
Người đứng đầu bộ tộc Kimak nói rằng thống đốc thủ đô sau đó được gọi là Hãn, và những người đàn ông thứ mười một được di truyền bởi hoàng tử và có một quan chức của tòa án.

## Kinh tế
Nền kinh tế của hãn quốc bị chi phối bởi chăn nuôi cũng như nông nghiệp và thương mại.

## Từ chối
Vào thế kỷ 11, các bộ khác nhau của khả hãn quốc đã tự chia rẽ với Chincha và khả hãn quốc sụp đổ.